# Nonius
Nonius er en lineær måleskala som anvendes på blandt andet sekstanter, mikrometerskruer og skydelærer.
Navnet er latiniseret efter portugiseren, matematikeren og astronomen Pedro Nunes (1492 – 1578), som opfandt skalaen.
Skalaen blev moderniseret og ændret til sin nuværende form i 1631 af den franske matematiker Pierre Vernier (1580-1637).

## Aflæsning
Den på billedet aflæste værdi er 3,58 mm.
De 3 mm (rødt mærke) aflæses på den øverste skala (den faste skala) og de 0,58 mm aflæses på den nederste skala også kaldet nonius (bevægelige skala) hvor de øverste og nederste markeringer flugter hinanden (rødt mærke).
Nøjagtigheden på den nederste skala er i det viste billede 0,02 mm.

## Princip og forklaring
|  | Fig. 1, viser en nonius skala, som måler 0 mm. Bemærk at 10 enheder på nonius skalaen har samme længde som 9 enheder på den faste skala. I det følgende eksempel går vi ud fra at den mindste inddeling på den faste skala er 1 mm hvilket betyder at inddelingerne på nonius skalaen hver er 0,9 mm. Positionen af nonius skalaens 0 punkt viser aflæsningen i cm og mm. |
|  | Fig. 2, her vil aflæsningen være lidt over 12 mm. (1,2 cm) |
|  | Fig. 3, er et forstørret billede af en del af fig. 2, hvor det ses at en mere nøjagtig aflæsning kan foretages. Det vi gør er at finde afstanden x. For at bestemme x, find mærket på nonius skalaen der flugter med mærket på den øverste skala. I fig. 3 ses at det tredje mærke flugter. Heraf kan ses at x = d-d’ Som angivet tidligere er afstanden mellem hvert mærke på den faste skala 1 mm medens afstanden på nonien er 0,9 mm, hvorfor vi får: x = 3 mm-3(0,9) mm = 3(0,1) mm = 0,3 mm, hvilket giver en aflæsning på 12,3 mm. (1,23 cm) |